# ترابيق لحمية قلبية
الترابيق اللحمية القلبية (بالإنجليزية: trabeculae carneae) عبارة عن أعمدة عضلية مستديرة أو غير منتظمة تبرز من السطح الداخلي للبطينين الأيمن والأيسر للقلب. تختلف عن العضلات الممشطية الموجودة في الأذين الأيمن والزوائد الأذينية.

## الأنواع
يوجد نوعان:
- نوع يكون متصل على امتداد طوله على جانب واحد ويكاد يشكل حوافّ بارزة.
- نوع آخر متصل عند طرفيه ولكنه من المنتصف يكون غير متصل ويعرف بالشَّرائطُ المُعَدَّلة (التَّرْابيقُ الحاجِزِيُّة الحافِيّة) بالإنجليزية:(Moderator bands/septomarginal trabeculae).

## الوظيفة
الغرض الأكبر من وجود الترابيق اللحمية هو منع الشفط الذي قد يحدث مع غشاء مستوِ السطح الأمر الذي بدوره قد يعيق قدرة القلب على ضخ الدم بكفاءة.
تؤدي الترابيق اللحمية أيضاً وظيفة مشابهة لوظيفة العضلات الحليمية في أن انقباضها يعمل على سحب الحبال الوترية القلبية وبالتالي منع انقلاب الصمامين المترالي والثلاثي الشرفات.
أما بالنسبة للترابيق الحاجزية الحافيّة فهي تحمل الفرع الأيمن من الحزمة الأذينية البطينية وتعتبر جزء من جهاز التوصيل القلبي.

## وصلات خارجية
- -1033174980 في مفكرة المُمارِس العام
- درسٌ تشريحي حول thoraxlesson4 مُعدٌ بواسطة ويسلي نورمان (جامعة جورجتاون). (heartinternalstructures - "TC" on diagram)
- Diagram at جامعة إدنبرة—fourth and fifth diagrams from top